# Skąpe, Tỉnh West Pomeranian
Skąpe [ˈskɔmpɛ] là một khu định cư ở khu hành chính của Gmina Złocieniec, thuộc quận Drawsko, West Pomeranian Voivodeship, ở phía tây bắc Ba Lan. Nó nằm khoảng 10 kilômét (6 mi) phía bắc Złocieniec, 20 km (12 mi) về phía đông bắc của Drawsko Pomorskie và 101 km (63 mi) về phía đông của thủ đô khu vực Szczecin.
Trước năm 1945, khu định cư là một phần của Đức và được gọi là Beatenhof.
Khu định cư có dân số 2.007.